# UFC 96
UFC 96 foi um evento de artes marciais mistas promovido pelo Ultimate Fighting Championship, ocorrido em 7 de março de 2009 no Nationwide Arena em Columbus, Ohio.

## Bônus da Noite
- Luta da noite:  Quinton Jackson vs.  Keith Jardine
- Nocaute da Noite:  Matt Hamill
- Finalização da noite: Não houve prêmio devido a nenhuma luta terminar por finalização.

## Ligações Externas
- «Página do evento»